# Jacky Munaron
Jacques "Jacky" Munaron (* 8. září 1956 Namur) je bývalý belgický fotbalový brankář.
V letech 1974 až 1989 hrál za bruselský RSC Anderlecht. Čtyřikrát se s ním stal mistrem Belgie (1981, 1985, 1986 a 1987) a čtyřikrát vyhrál Belgický fotbalový pohár (1975, 1976, 1988 a 1989). Vyhrál Pohár vítězů pohárů v letech 1976 a 1978 a Pohár UEFA v roce 1983. V roce 1984 chytal ve finále Poháru UEFA, v němž Anderlecht podlehl Tottenhamu po dvou remízách v penaltovém rozstřelu. Dvakrát získal Superpohár UEFA. Poté, co se brankářskou jedničkou Anderlechtu stal Filip De Wilde, odešel Munaron do Lutychu, kde získal v roce 1990 belgický pohár s RFC a v roce 1993 se Standardem. Kariéru ukončil v roce 1996.
Za belgický národní tým odchytal osm zápasů, byl v reprezentačním kádru na mistrovství světa ve fotbale 1982, mistrovství Evropy ve fotbale 1984 a mistrovství světa ve fotbale 1986.
Jedenáct let působil jako trenér brankářů belgické reprezentace a v této funkci se zúčastnil MS 2002 a OH 2008. Od roku 2017 trénuje ve futsalovém klubu FP Halle-Gooik.